# Коліпінто перуанський
Коліпі́нто перуанський (Phlogophilus harterti) — вид серпокрильцеподібних птахів родини колібрієвих (Trochilidae). Ендемік Перу. Вид названий на честь німецького орнітолога Ернста Гартерта.

## Опис
Довжина птаха становить 7,2-7,5 см, вага 2,2-2,7 г. Виду не притаманний статевий диморфізм. Верхня частина тіла зелена, горло і груди і середина живота білі, решта нижньої частини тіла світло-охриста. Хвіст округлий, центральні стернові пера зелені з широкими чорними кінчиками, решта стернових пер рудувато-коричневі з широкою діагональною чорною смугою. Дзьоб короткий, прямий, чорний. У молодих птахів пера на голові і шиї мають охристі краї.

## Поширення і екологія
Перуанські коліпінто мешкають у східних передгір'ях Перуанських Анд, переважно в регіонах Уануко, Паско, Куско і Пуно. Вони живуть у вологих гірських тропічних лісах та на узліссях, на висоті від 750 до 1500 м над рівнем моря. Ведуть переважно осілий спосіб життя. Живляться нектаром квітучих чагарників, епіфітів і невисоких дерев, а також комахами, яких збирають з рослинності. 